# Chlorine (singolo)
Chlorine è un singolo del duo musicale statunitense Twenty One Pilots, pubblicato il 29 gennaio 2019 come quinto estratto dal quinto album in studio Trench.

## Descrizione
Definito dal cantautore Tyler Joseph uno dei brani più ardui da scrivere per Trench, è caratterizzato da un beat trip hop e un ritornello orecchiabile. Già all'uscita di Trench il brano ricevette abbastanza download da riuscire a classificarsi sia nella Hot Rock & Alternative Songs di Billboard che nella Irish Singles Chart ancora prima di essere annunciato ufficialmente come singolo.

## Video musicale
Il video, diretto da Mark C. Eshleman, è stato pubblicato il 22 gennaio 2019. Nel video, oltre a Tyler Joseph e Josh Dun, appare una creatura chiamata Ned, ideata da Ben Bartels e realizzata in 3D da Timothy Bahrij.

## Tracce
Testi e musiche di Tyler Joseph e Paul Meany.
CD promozionale
1. Chlorine (Radio Edit #1) – 2:55
2. Chlorine (Radio Edit #2) – 2:02
3. Chlorine (Radio Edit #3) – 1:59
4. Chlorine (Album Version) – 5:24
5. Chlorine (Instrumental) – 5:25

Download digitale – Alt Mix
1. Chlorine (Alt Mix) – 3:11

CD promozionale – Alt Mix
1. Chlorine (Alt Mix) – 3:11
2. Chlorine (Instrumental) – 3:11

Download digitale – Løcatiøn Sessiøns
1. Chlorine (Mexico City) – 3:58

## Formazione
- Tyler Joseph – voce, chitarra, basso, tastiera, sintetizzatore, programmazione
- Josh Dun – batteria, percussioni, tromba, cori

## Classifiche

### Classifiche settimanali
| Classifica (2018)                | Posizione massima |
| -------------------------------- | ----------------- |
| Irlanda                          | 64                |
| Classifica (2019)                | Posizione massima |
| Austria                          | 37                |
| Belgio (Vallonia)                | 66                |
| Canada                           | 85                |
| Repubblica Ceca                  | 14                |
| Stati Uniti                      | 105               |
| Stati Uniti (alternative)        | 1                 |
| Stati Uniti (rock & alternative) | 3                 |
| Svizzera                         | 82                |

### Classifiche di fine anno
| Classifica (2018)  | Posizione |
| ------------------ | --------- |
| Stati Uniti (rock) | 97        |
| Classifica (2019)  | Posizione |
| Stati Uniti (rock) | 6         |